# 新聞公正取引協議会
新聞公正取引協議会（しんぶんこうせいとりひききょうぎかい）は、新聞公正競争規約第7条の規定に基づき、同規約の実施に当たる事業を行う組織体（公正取引協議会）である。
協議会会員全員で組織される会員総会及び協議会を代表する会長が置かれるほか、新聞公正取引協議委員会（中央協）及び地域別新聞公正取引協議会（地区新聞公正取引協議会（地区協）、支部新聞公正取引協議会（支部協）及び地域別実行委員会）を内部組織とする。中央協及び地域別新聞公正取引協議会は、新聞社（発行本社）及び新聞販売業者それぞれの代表が委員となり、委員長を選任する。
特に、支部協は全国にくまなく設置され、違反処理の最前線に当たることから、新聞事業者以外の者を事務局長とする事務局を必ず設置し、違反の調査及び違反事実の有無の認定は事務局長の専管事項とされている。また、支部協はセールススタッフ（いわゆる販売拡張員）の登録事務も行う。
なお、中央協事務局は、社団法人日本新聞協会に委嘱することとされているが、これは、1998年の新聞公正競争規約全面改正より前は中央協を日本新聞協会の委員会組織の一つとしていたことの名残である。